# Berotha chouioi
Berotha chouioi is een insect uit de familie Berothidae, die tot de orde netvleugeligen (Neuroptera) behoort. De soort komt voor in China.